# Міжшлуночкова перегородка
Міжшлуночкова перегоро́дка (лат. septum interventriculare (cordis)), скорочено МШП — м'язова перегородка, що розділяє порожнину серця на правий та лівий шлуночки.

## Кровопостачання
Передніх 2/3 перегородки живляться від лівої коронарної артерії.
Задня третина перегородки живиться правою коронарною артерією.